# Tranvía de Tampico
El Tranvía de Tampico fue una red de tranvía de transporte público en la ciudad de Tampico, Tamaulipas, México.

## Historia

### Inicios
En 1879, el español Benito Zorilla inauguró un tranvía, el cual quebró y cerró en 1889. En 1895, Rafael de Zúñiga obtuvo el permiso para reconstruir la línea Zorilla, sin embargo, una muerte inesperada, dejó el proyecto a Enrique Bretón Camargo quien, en 1900, formó el Ferrocarril Urbano de Tampico, abriendo un nuevo sistema el primero de enero de 1901; para 1906 registraba 7.7 km, que en aquel entonces era manejado por mulas o caballos. 

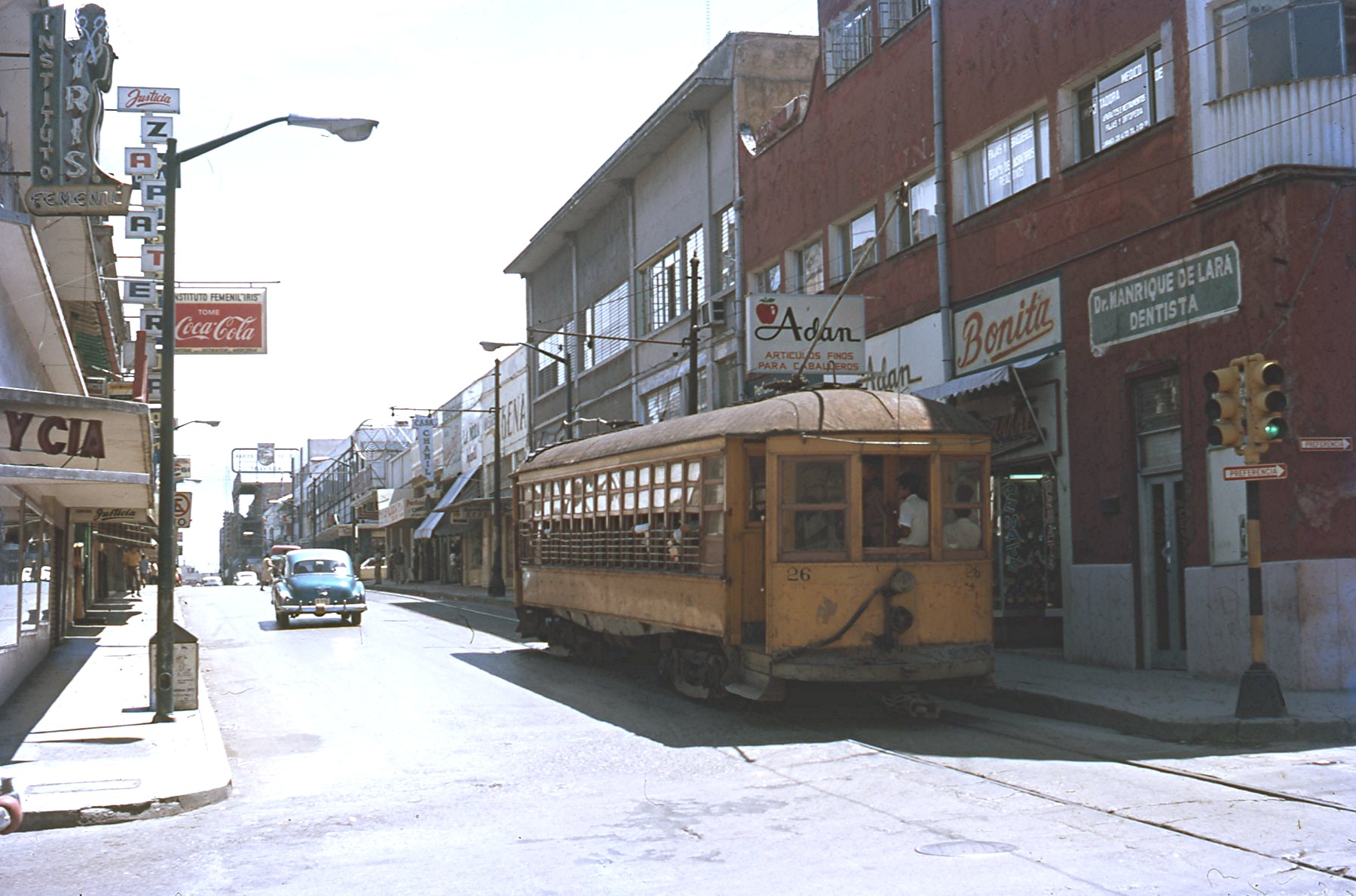
Tranvía en la calle Naranjos en 1971

En 1907, se intentó construir una línea eléctrica hasta Miramar, cerca de La Barra, pero sus esfuerzos fueron frustrados. La Compañía Eléctrica de Luz, Fuerza y Tracción (CELFT) compró la compañía de electricidad y tranvías para animales de Tampico y encargó nuevos tranvías a Wason en Massachusetts el 16 de agosto de 1913. 
Los nuevos vehículos llegaron a Tampico en 1914 en plena Revolución Mexicana. La línea Unión empezó a funcionar entre junio y julio de 1914.

### Después de la revolución
Entre 1915 y 1920, la CELFT realizó dos pedidos de vagones nuevos a J. G. Brill: un motor de carga en 1917 y seis vagones semilaterales más y 2 remolques en 1921. Los vagones semilaterales tenían 12 metros de largo, como el modelo anterior, pero tenían techos de "ferrocarril" y sólo 13 ventanas.
La CELFT se reorganizó como una empresa mexicana en 1922, la cual paso a llemarse Compañía Eléctrica de Tampico (CET), a pesar de ser una empresa mexicana, Whitehall Electric Investments de Inglaterra poseía el 83% de sus acciones. El tranvía urbano era de vía única con apartaderos y aumentó la competencia entre los autobuses. El número de pasajeros en tranvía disminuyó de 48.393 pasajeros en 1923 a 30.062 en 1924, cuando el directorio de ferrocarriles eléctricos McGraw registró 25 tranvías de pasajeros, 6 remolques de pasajeros, 2 motores de carga, 5 vagones de plataforma y 31 km de vías. 
CET cerró su sistema urbanístico el 31 de marzo de 1927, dejando únicamente el trazado hasta la playa, que utilizaba doble vía en servidumbre de paso privada. El 1 de enero de 1929, CET fue adquirida por el conglomerado estadounidense Electric Bond & Share Co, que vendió su división de tranvías a los empleados. En años posteriores, el operador del tranvía paso a llamarse como Sociedad Cooperativa de Transportes Eléctricos de Tampico.
Entre 1957 y 1972 se comprarón 40 tranvías PCC de segunda mano a compañías tranviarias de Estados Unidos y Canadá: 10 tranvías de Kansas City en 1957, 20 de San Luis en 1961 y 10 de Toronto en 1971 y 1972.

### Huelga
En los primeros años de 1970, los trabajadores que habían entrado a laborar al sistema de transportes eléctricos de Tampico formaron un sindicato, pues los tranvías eran propiedad de una cooperativa que los operaba casi desde sus inicios en 1940, pero al crecer las necesidades se fueron abriendo plazas.

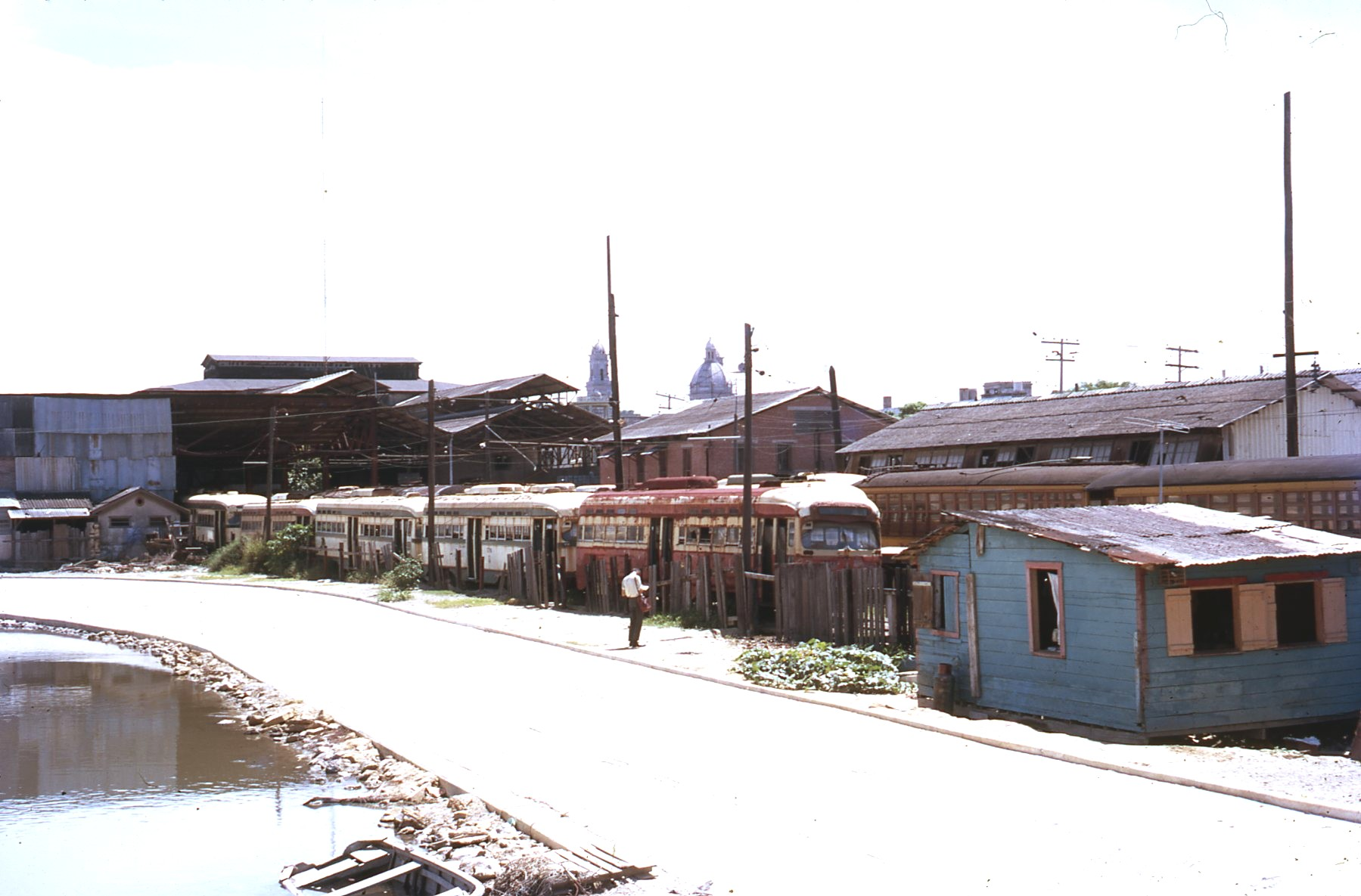
Depósito de Tranvías en Tampico en 1971

A finales de 1974 empezaron a exigir un aumento de 50% a los salarios, además que solicitaban que las tarifas se aumentaran, a pesar ya de la poca rentabilidad de los trenes que en esos años solo continuaba con la ruta a playa Miramar y servía a miles de familias y cientos de petroleros. Durante varios días los sindicalizados y los cooperativistas estuvieron en pláticas, fueron a la Ciudad de México ante las autoridades laborales para solucionar la situación, pero el gremio que encabezó en aquel entonces Antonio Maldonado Acuña se negó a darle tiempo a la cooperativa para arreglar el aumento que exigían e hizo estallar la huelga.
El 13 de diciembre de 1974, poco después de las 13:00 horas, el tranvía número 1797 salió al recorrido habitual por Juárez con rumbo a la playa, poco más de las 14:00 horas regresó a la estación de la calle Tamaulipas. Su entrada marcó el inicio de la huelga que acabó con el servicio de tranvías para Tampico, tras esto ningún tranvía volvería a circular por el puerto desde entonces. El 14 de diciembre de 1974, se informaba que tras fracasar las pláticas en la Ciudad de México, el sindicato de Obreros y empleados de los Transportes Eléctricos Tampico-Miramar, hicieron estallar la huelga a las 17:00 horas.

## Material rodante
Los tranvías "halfside" de la compañía inglesa circulaban por la línea de 10 kilómetros hasta la playa, denominada "Playa Miramar", inaugurada el 30 de septiembre de 1914. El tranvía  "halfside" era un vagón cerrado con grandes ventanas laterales, que proporcionaba la ventilación de un vagón abierto pero la seguridad de un vestíbulo. Este modelo de Tampico medía 12 metros de largo y tenía 15 ventanas laterales. Entre 1957 y 1972, la Sociedad Cooperativa de Transportes Eléctricos de Tampico y Miramar compró 40 tranvías PCC de segunda mano a compañías tranviarias de Estados Unidos y Canadá.